# Gustav Holmberg
Gustav Anton Holmberg, född 4 april 1877 i Linköpings S:t Lars församling, död där 7 november 1951, var en svensk mekaniker och socialdemokratisk riksdagspolitiker. 
Holmberg var verksam som metallarbetare i Linköping och ordförande 1900–1903 i Metallindustriarbetarförbundets avdelning 83 i Linköping. Han var ledamot av riksdagens andra kammare 1922–1928, invald i Östergötlands läns valkrets. Gustav Holmberg är begravd på Västra griftegården i Linköping.